# 许茂和他的女儿们
《许茂和他的女儿们》，是周克芹创作于中国文革结束后的小说代表作。以1979年冬天四川一个偏僻的农村生活为背景，通过老农许茂和他的女儿们的生活为蓝图，揭露了“文革”给农业生产带来的灾难性破坏以及对人性的扭曲。該作品曾經獲得首届茅盾文学奖。